# Ryan McPartlin
Ryan John McPartlin (n. 3 iulie 1975) este un actor american cel mai bine cunoscut pentru rolul lui ca Devon „Captain Awesome” Woodcomb din serialul Chuck.